# Crosslauf-Afrikameisterschaften 2018
Die 5. Crosslauf-Afrikameisterschaften wurden am 17. März 2018 in der algerischen Stadt Ech Cheliff ausgetragen. Veranstalter war die Confédération Africaine d’Athlétisme.
Insgesamt fanden im Rahmen der Veranstaltung fünf Rennen statt, jeweils eines für Männer und Frauen sowie Junioren und Juniorinnen (Altersklasse U20) und erstmals eine Mixed-Staffel. Die Distanzen betrugen 10 Kilometer für Männer und Frauen, 8 Kilometer für die Junioren und 6 Kilometer für die Juniorinnen.

## Ergebnisse

### Männer (10 km)
| Platz | Athlet              | Land | Zeit (min) |
| ----- | ------------------- | ---- | ---------- |
| 1     | Alfred Barkach      | KEN  | 30:47      |
| 2     | Julius Kogo         | KEN  | 30:47      |
| 3     | Thomas Ayeko        | UGA  | 30:47      |
| 4     | Enyew Mekonnen Alem | ETH  | 31:01      |
| 5     | Emmanuel Bor        | KEN  | 31:14      |
| 6     | Phillip Kipyeko     | UGA  | 31:19      |
| 7     | John Kipkoech       | KEN  | 31:22      |
| 8     | Filmon Ande         | ERI  | 31:23      |

Von 46 gemeldeten Athleten gingen 43 an den Start und erreichten alle das Ziel.

### Frauen (10 km)
| Platz | Athletin                    | Land | Zeit (min) |
| ----- | --------------------------- | ---- | ---------- |
| 1     | Celliphine Chepteek Chespol | KEN  | 35:10      |
| 2     | Margaret Chelimo Kipkemboi  | KEN  | 35:13      |
| 3     | Yeshi Kalayu Chekole        | ETH  | 35:26      |
| 4     | Stacy Chepkemboi Ndiwa      | KEN  | 35:27      |
| 5     | Stella Chesang              | UGA  | 35:30      |
| 6     | Sandra Chebet Tuei          | KEN  | 35:47      |
| 7     | Mercyline Chelangat         | UGA  | 35:53      |
| 8     | Enatnesh Alamirew           | ETH  | 35:57      |

Von 27 gemeldeten Athletinnen gingen alle an den Start und erreichten das Ziel.

### Junioren (8 km)
| Platz | Athlet           | Land | Zeit (min) |
| ----- | ---------------- | ---- | ---------- |
| 1     | Rhonex Kipruto   | KEN  | 25:01      |
| 2     | Stanley Waithaka | KEN  | 25:06      |
| 3     | Solomon Berihu   | ETH  | 25:08      |

Von 42 gemeldeten und gestarteten Athleten erreichten alle das Ziel.

### Juniorinnen (6 km)
| Platz | Athletin               | Land | Zeit (min) |
| ----- | ---------------------- | ---- | ---------- |
| 1     | Girmawit Gebregziabher | ETH  | 20:40      |
| 2     | Tsige Gebreselama      | ETH  | 20:54      |
| 3     | Hellen Ekalale         | KEN  | 20:55      |

Von 37 gemeldeten und gestarteten Athletinnen erreichten alle das Ziel.

### Gemischte Staffel
| Platz | Land und AthletInnen                                                       | Gesamtzeit und Einzelzeiten (min) |
| ----- | -------------------------------------------------------------------------- | --------------------------------- |
| 1     | Äthiopien Taresa Tolosa Netsanet Desta Mogos Tuemay Besu Sado              | 23:52 5:34 6:32 5:29 6:18         |
| 2     | Kenia Charles Simotwo Emily Chebet Benjamin Kigen Winfred Mbithe           | 24:16 5:35 6:43 5:42 6:18         |
| 3     | Marokko Brahim Kaazouzi Kaoutar Farkoussi Younes Essalhi Fadwa Sidi Madane | 25:08 5:45 6:44 5:54 6:46         |

Die vierte Teilnehmende Nation war das Gastgeberland Algerien.